# هارييت غرين
هارييت غرين (بالإنجليزية: Harriet Green)‏ هي رائدة أعمال بريطانية، ولدت في 12 ديسمبر 1961 في أكسفورد في المملكة المتحدة.